# Voïvodie de Białystok (1919-1939)
1919–1939
La voïvodie de Białystok est une entité administrative de la deuxième république de Pologne. Créée en 1919, elle cessa d'exister en 1939. Sa capitale était la ville de Białystok.

## Villes principales
- Białystok
- Grodno
- Łomża
- Suwałki
- Ostrów Mazowiecka
- Wołkowysk
- Ostrołęka
- Augustów

## Démographie
D'après le recensement effectué en 1921.
- Polonais 76,9 % ; 1 004 370
- Juifs 12,5 % ; 162 912
- Biélorusses 9,1 % ; 119 392
- Russes 0,54 % ; 7019
- Lituaniens 0,53 % ; 6872
- Allemands 0,32 % ; 4117

## Religions
- catholiques 68,5 % ; 894 227
- orthodoxes 15,1 % ; 197 392
- juifs 14,9 % ; 193 963
- évangéliques 1 % ; 13 075
- vieux-croyants 0,36 % ; 4690